# Uşak
Uşak ist mit 377.001 Einwohnern Stand Dezember 2023 das Zentrum der türkischen Provinz (il)  Uşak und zugleich Zentrum eines direkt dem Gouverneur (Vali) unterstellten Kreises, des zentralen Landkreises (Merkez). Uşak befindet sich in der Âgâis Region und ist 370 km südwestlich der Landeshauptstadt Ankara, 211 km östlich der Stadt Izmir und 300 km nördlich von Antalya, sowie 491 km südlich von Istanbul.

## Geographie

### Die Stadt
Die Stadt liegt auf Platz 40 der bevölkerungsreichsten Städte der Türkei. Die Stadt beherbergt 61,95 Prozent der Einwohner der Provinz Uşak.
Durch ihre Anbindung an die Hauptverkehrsstrecke zwischen İzmir, Istanbul und Ankara fungiert Uşak auch als Einkaufsziel für die Bewohner umliegender Landkreise wie Selendi (Manisa) und Gediz (Kütahya).

### Der Landkreis
Der Kreis ist der bevölkerungsstärkste und größte der Provinz und hat zudem die höchste Bevölkerungsdichte (154,7 Einw. je km²). Er liegt im Norden der Provinz und hat alle fünf anderen Kreise zum Nachbarn, beginnend von Banaz im Norden bis hin zu Eşme im Südwesten. Außengrenzen bestehen zu den Provinzen Kütahya im Norden und Manisa im Nordwesten.
Neben der Stadt Uşak besteht der Kreis aus 83 Dörfern (Köy) mit durchschnittlich 327 Bewohnern. Vier Dörfer haben mehr als 1000 Einwohner: Kaşbelen (3202), İlyaslı (1768), Bozkuş (1432) und Karacahisar (1024 Einw.). 23 Dörfer haben mehr als der Durchschnitt (= 327) Einwohner. Die acht ehemaligen Dörfer Çevre, Hacıkadem, İkisaray, Kalfa, Karaağaç Köyü, Kuyucak, Muharremşah und Ovademirler wurden 2018 zu Mahalles (Stadtviertel) von Uşak.
Der städtische Bevölkerungsanteil liegt bei 89,39 Prozent.

### Canyons
Bemerkenswert sind in der Umgebung die tiefen Canyons. Der Ulubey Canyon ist der zweitlängste der Welt, nach dem Grand Canyon in den USA.  Die Schluchten befinden sich hauptsächlich östlich im Tal von Banaz und dem Fluss Dokuzsele. Sie verlaufen von Hasköy über Ulubey durch die Gebiete Asarönü, Çiçeklidere, Hamamdere, Güzelyaka und Camcilar in Richtung Süden nach Pinardere. Die Gesamtlänge der Canyons beträgt ca. 75 km. In Çiçeklidere und Caldere erreichen sie eine Tiefe von bis zu 300 m.

### Klima
|                        | Jan  | Feb  | Mär  | Apr  | Mai  | Jun  | Jul  | Aug  | Sep  | Okt  | Nov  | Dez  |   |       |
| Mittl. Temperatur (°C) | 2,6  | 2,9  | 6,3  | 11,0 | 16,1 | 20,6 | 23,9 | 23,9 | 19,3 | 13,6 | 7,7  | 4,2  | ⌀ | 12,7  |
| Mittl. Tagesmax. (°C)  | 7,4  | 7,9  | 12,0 | 16,7 | 22,1 | 27,0 | 30,7 | 31,0 | 26,6 | 20,5 | 13,8 | 8,9  | ⌀ | 18,8  |
| Mittl. Tagesmin. (°C)  | −1,0 | −1,0 | 1,4  | 5,5  | 9,3  | 13,0 | 16,0 | 16,2 | 12,1 | 8,1  | 3,5  | 0,8  | ⌀ | 7     |
|                        |      |      |      |      |      |      |      |      |      |      |      |      |   |       |
| Niederschlag (mm)      | 59,0 | 63,1 | 56,4 | 59,4 | 41,7 | 20,0 | 18,9 | 9,9  | 14,1 | 40,4 | 67,6 | 75,6 | Σ | 526,1 |
|                        |      |      |      |      |      |      |      |      |      |      |      |      |   |       |
| Sonnenstunden (h/d)    | 4,0  | 4,5  | 5,5  | 6,6  | 8,2  | 10,5 | 10,8 | 10,5 | 9,0  | 6,9  | 4,6  | 3,7  | ⌀ | 7,1   |
|                        |      |      |      |      |      |      |      |      |      |      |      |      |   |       |
| Regentage (d)          | 11,0 | 11,1 | 10,5 | 11,0 | 9,5  | 4,6  | 3,4  | 2,6  | 3,5  | 6,7  | 8,7  | 12,3 | Σ | 94,9  |

| −1,0 |

| −1,0 |

| 1,4 |

| 5,5 |

| 9,3 |

| 13,0 |

| 16,0 |

| 16,2 |

| 12,1 |

| 8,1 |

| 3,5 |

| 0,8 |

| −1,0 |

| −1,0 |

| 1,4 |

| 5,5 |

| 9,3 |

| 13,0 |

| 16,0 |

| 16,2 |

| 12,1 |

| 8,1 |

| 3,5 |

| 0,8 |

## Bevölkerung

### Bevölkerungsentwicklung
Nachfolgende Tabelle zeigt den vergleichenden Bevölkerungsstand am Jahresende für die Provinz, den zentralen Landkreis und die Stadt Uşak sowie den jeweiligen Anteil an der übergeordneten Verwaltungsebene. Die Zahlen basieren auf dem 2007 eingeführten adressbasierten Einwohnerregister (ADNKS).

| Jahr | Provinz | Landkreis    | Landkreis | Stadt        | Stadt   |
| Jahr | absolut | anteilig (%) | absolut   | anteilig (%) | absolut |
| ---- | ------- | ------------ | --------- | ------------ | ------- |
| 2020 | 369.433 | 69,31        | 256.050   | 89,39        | 228.881 |
| 2019 | 370.509 | 69,27        | 256.669   | 88,96        | 228.328 |
| 2018 | 367.514 | 68,58        | 252.044   | 88,57        | 223.246 |
| 2017 | 364.971 | 68,50        | 250.006   | 84,47        | 211.187 |
| 2016 | 358.736 | 67,62        | 242.566   | 85,02        | 206.234 |
| 2015 | 353.048 | 66,93        | 236.301   | 85,33        | 201.634 |
| 2014 | 349.459 | 66,26        | 231.563   | 84,84        | 196.466 |
| 2013 | 346.508 | 65,39        | 226.583   | 84,80        | 192.144 |
| 2012 | 342.269 | 65,00        | 222.484   | 84,45        | 187.886 |
| 2011 | 339.731 | 64,45        | 218.953   | 83,87        | 183.640 |
| 2010 | 338.019 | 63,95        | 216.172   | 83,46        | 180.414 |
| 2009 | 335.860 | 63,38        | 212.859   | 83,02        | 176.717 |
| 2008 | 334.111 | 62,83        | 209.912   | 82,44        | 173.053 |
| 2007 | 334.115 | 62,56        | 209.033   | 82,62        | 172.709 |

### Volkszählungsergebnisse
Zu den Volkszählungen liegen folgende Bevölkerungsangaben über die Stadt, den Kreis, die Provinz und das Land vor:
| Region                   | 1965       | 1970       | 1975       | 1980       | 1985       | 1990       | 2000       |
| ------------------------ | ---------- | ---------- | ---------- | ---------- | ---------- | ---------- | ---------- |
| Stadt (Şehir)            | 35.517     | 46.392     | 58.578     | 71.469     | 88.267     | 105.270    | 137.001    |
| zentraler Kreis (Merkez) | 69.593     | 80.283     | 96.394     | 110.255    | 128.378    | 145.146    | 179.458    |
| Provinz (İl)             | 190.536    | 207.512    | 2.296.679  | 247.224    | 271.261    | 290.283    | 322.313    |
| Türkei                   | 31.391.421 | 35.605.176 | 40.347.719 | 44.736.957 | 50.664.458 | 56.473.035 | 67.803.927 |

## Wirtschaft

### Allgemein
Uşak ist heute ein bedeutender Standort für die Produktionsbereiche Textilwaren, Leder und Keramik. In der Provinz existieren zwei große Industriegebiete. Im Textilsektor werden in Uşak hauptsächlich Plüsch, Decken, Baumwolltextilien und Garn produziert. Außerdem gibt es drei große Keramikproduzenten vor Ort.
Die nutzbare Agrarfläche beträgt nur etwa 240.000 Hektar, die zu bewässernde Fläche sogar nur etwa 13.000 Hektar. Aufgrund dieser recht geringen Nutzbarkeit stellt der Agrarsektor auch nur einen sehr kleinen Teil der Gesamtwirtschaft dar.

### Zuckerproduktion
Die am 26. November 1926 gegründete, erste Zuckerfabrik der Türkei ist ein großer Arbeitgeber der Region. Nach den Angaben für das Jahr 2004 bauten etwa 10.000 Landwirte auf einer Fläche von etwa 4440 Hektar Zuckerrüben an. In der Zuckerfabrik sind über 500 Menschen beschäftigt.

## Verkehr
Die Fernstraßen D300 (E96) und D959 durchqueren den Kreis und treffen in der Provinzhauptstadt aufeinander. Die Entfernung nach Ankara beträgt 371 Straßenkilometer,  nach İzmir 211 Straßenkilometer. Außerdem gehört Uşak zu den ersten Provinzen der Türkei, in denen eine Eisenbahnstrecke gebaut wurde. Die Bahnstrecke über Uşak mit Verbindung nach İzmir und Afyon dient mehr dem Güterverkehr als der Personenbeförderung. Das Schienennetz wird insbesondere von der Keramik- bzw. Marmorindustrie in Anspruch genommen.
Nach einer enormen Entwicklung von Uşak und auch der benachbarten Großstädte Kütahya und Afyonkarahisar, die reich an Mineralien und Thermalquellen sind, wurde 1998 der Flughafen Uşak in Betrieb genommen. Er wurde Ende Januar 2012 außer Betrieb gestellt. Die Besucherzahlen waren schließlich so stark gestiegen, dass ein moderner Internationaler Flughafen gebaut wurde. Die Neueröffnung des Internationalen Flughafens Zafer fand am 17. September 2012 statt.

## Geschichte und Sehenswürdigkeiten
In der Stadt Uşak, deren Geschichte bis in die Jahre um 4000 v. Chr. zurückreicht, sind Spuren und Relikte verschiedener Zivilisationen der Vergangenheit zu sehen. Ein Teil davon befindet sich auch in den Kreisstädten um Uşak. Die wohl bedeutungsvollsten Relikte sind die Schätze der Lyderkönige, vor allem der dem berühmten Krösus zugeschriebene Lydische Schatz. Sie werden im archäologischen Museum Uşaks ausgestellt, wo auch Relikte aus verschiedenen anderen Epochen zu sehen sind. Auch im Museum für anatolische Zivilisationen in Ankara befindet sich ein aus dieser Gegend stammender „Lyderschatz“.

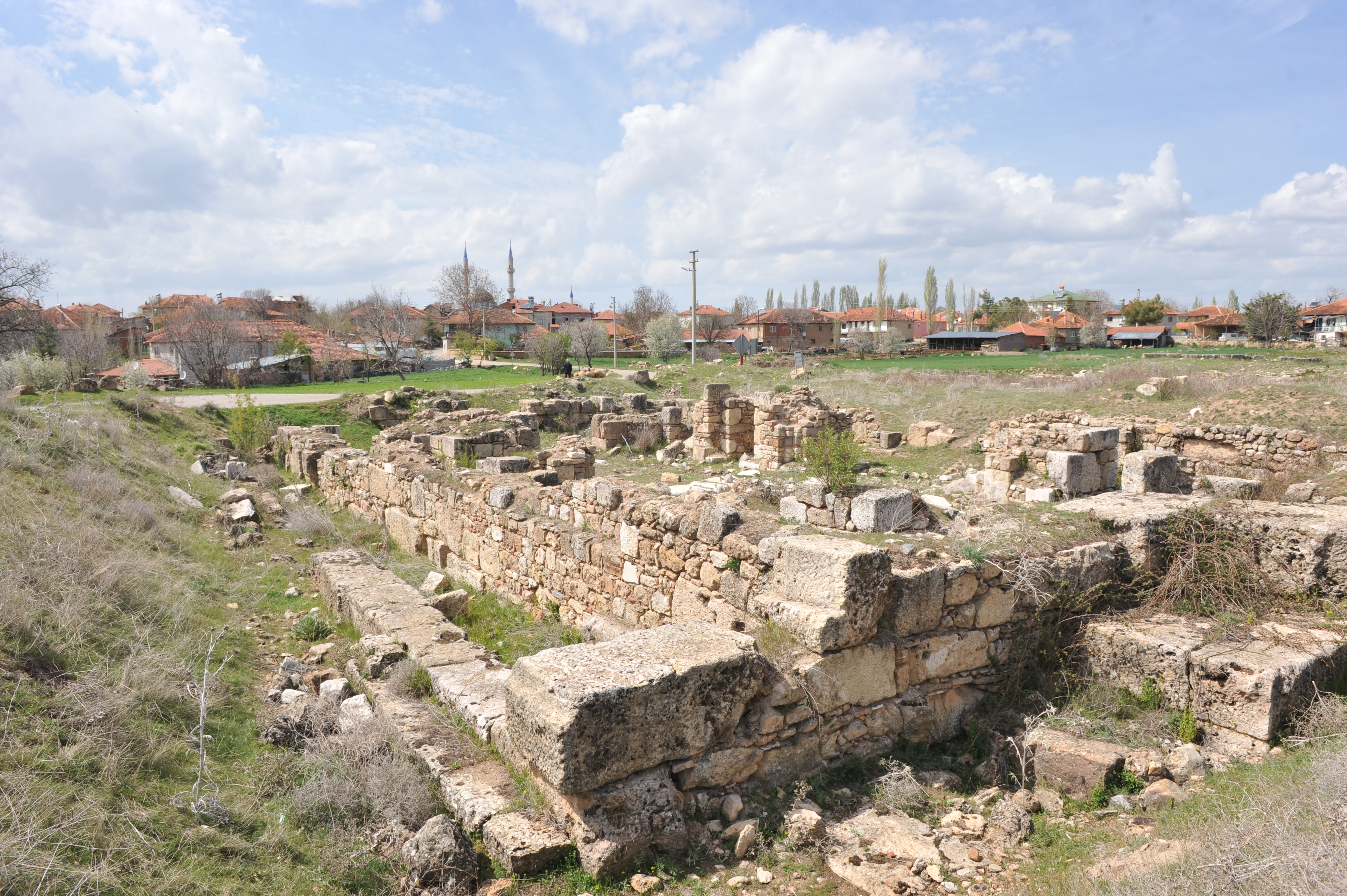
Antike Ruinen von Sebaste in Selçikler (Uşak)

Weiterhin gibt es zahlreiche historische und geographische Sehenswürdigkeiten, wie die Brücke Clandras, die Ruinen in Selçikler, die Canyons von Hasköy und Ulubey, die Ulu-Moschee, die Burma-Moschee, die alten Häuser von Uşak und die Thermen Hamamboğazı und Örencik. Etwa 20 km südlich von Uşak beim Dorf Sülümenli liegt die antike Stadt Blaundos.

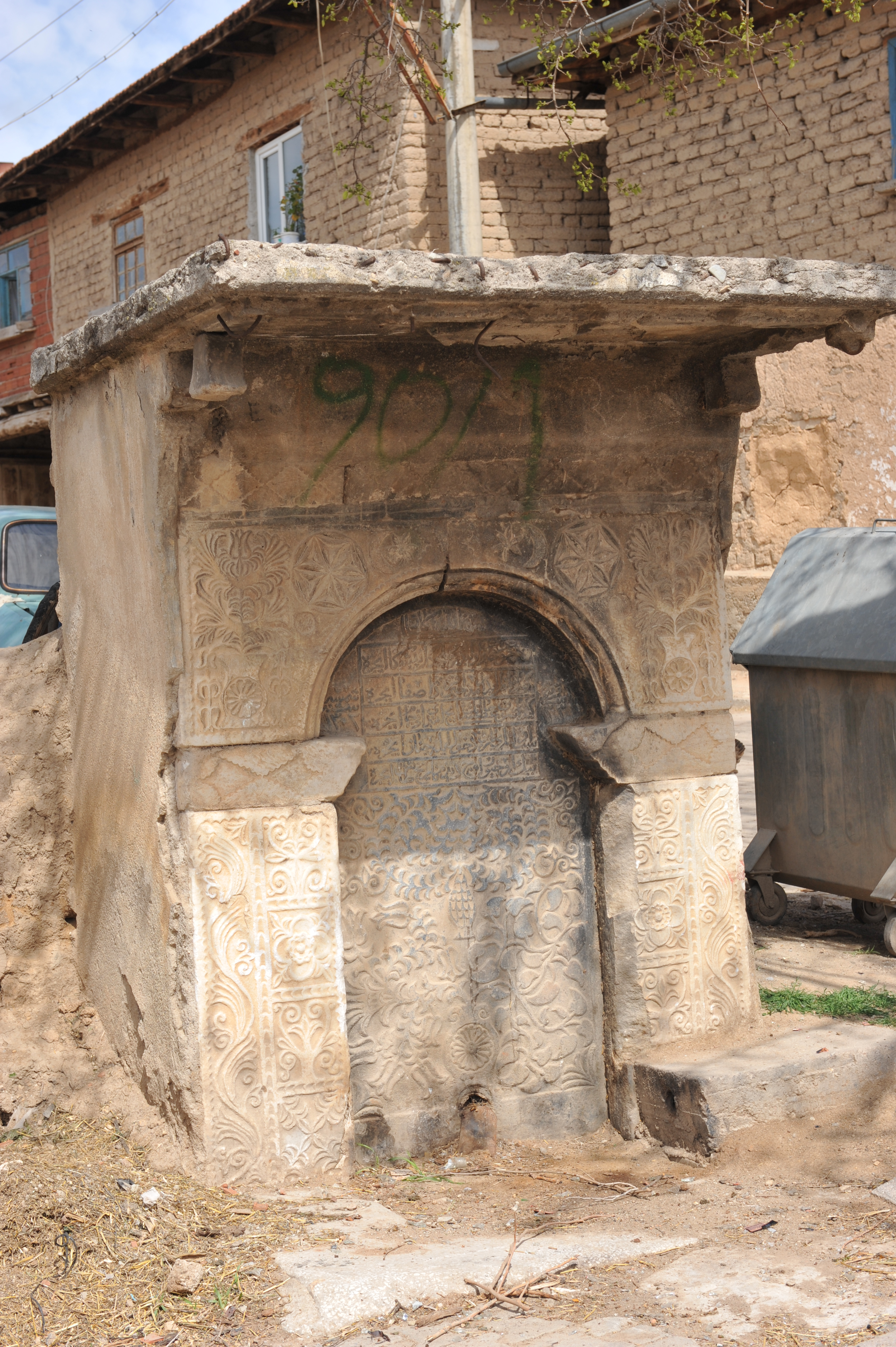
Einer von mehreren alten Brunnen in der Gemeinde Selçikler. Die arabische Inschrift könnte auf eine Errichtung durch die Seldschuken hinweisen.

Eine Schule wurde nach dem Schriftsteller Halid Ziya Uşaklıgil benannt, dessen Familie aus Uşak stammt.
Berühmt waren die in der Stadt und ihrer Umgebung angefertigten Uschakteppiche, die in der Frühen Neuzeit ihren Weg nach Europa fanden und mit ihrer Farbenpracht die Malerei beeinflussten, zum Beispiel in Jan Vermeers „Bei der Kupplerin“.

## Freizeit
Neben dem Open-Air-Theater für 4000 Besucher, einem Kammertheater, einem Paintballfeld, einer Fußballhalle, einer Schwimmhalle, Tennis- und Basketballplätzen, Picknick- und Erholungsflächen sowie dem von der Stadtverwaltung Ilıcaksubaşı gebauten Komplex für Kultur, Kunst, und Sport bieten viele weitere Freizeitanlagen den Uşakern ein vielfältiges Angebot an Sport, Freizeitgestaltung, Kunst und Sozialem an.

## Partnerstädte
- Landkreis Offenbach – Deutschland
- Besni – Türkei
- Astana – Kasachstan

## Söhne und Töchter der Stadt
- Ergun Öztuna (1937–2023), Fußballspieler und -trainer
- Ahmet Ünal (* 1943), Altorientalist
- Güvenç Kurtar (* 1950), Fußballspieler und -trainer
- Tuncer Salman (* 1965), Schauspieler
- Mehmet Kurtuluş (* 1972), deutsch-türkischer Schauspieler
- Ümit Yasin Arslan (* 1993), Fußballspieler
- Özlem Becerek (* 2002), Diskuswerferin